# Maud Arizona

Maud Arizona, 1919

Maud Arizona (* 1888 als Genovefa Weisser, verh. Forst, vermutlich in Löchau (Lachov) / Bezirk Braunau (Königreich Böhmen); † 1963) war während der 1920er Jahre eine bekannte Schaustellerin, die unter ihrem Künstlernamen Maud Arizona als tätowierte Dame auftrat und Modell für mehrere Werke von Otto Dix war.

## Leben

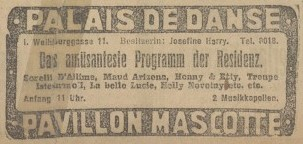
Zeitungsanzeige für einen Auftritt von Maud Arizona im Wiener Palais de danse, März 1912

Genovefa Weisser zog als junge Frau nach Wien und arbeitete zunächst als Stubenmädchen (Hausangestellte). Dort lernte sie ihren jüdischgläubigen künftigen Mann Siegmund Forst kennen. Am 1. März 1912 ist ihr Debüt im Wiener Palais de danse in der Weihburggasse 11 dokumentiert. Sie trat damals – bereits unter dem Künstlernamen Maud Arizona – im Rahmen eines Programmes auf, das als „Apotheose internationaler Frauenschönheit“ beworben wurde. Auch im April sowie November 1912 ist sie dort aufgetreten. Offenbar war sie zu diesem Zeitpunkt noch nicht tätowiert.
Mit ihrem Ehemann ging sie 1912 nach Berlin und später Dortmund. Während er im Ersten Weltkrieg als Soldat in Montenegro diente, machte sie die Bekanntschaft des Dortmunder Schaustellers und Tätowierers Kurt (oder Rudolf) Schulz.
Genovefa Weisser wurde Mitglied seiner Truppe und ließ sich von ihm am ganzen Körper mit Ornamenten, biblischen Motiven und Zeichnungen tätowieren. Die farbigen Tätowierungen wurden durch Efeuranken miteinander verbunden. Auf der Brust war eine nackte Figur zu sehen, möglicherweise ein Engel. Auf dem Bauch befand sich ein an einem Tisch sitzendes Paar, auf den Armen waren Porträts, Figuren oder kleine Szenen und vor allem Ranken abgebildet. Am rechten Schenkel waren ein Baum, eine Reiterin, ein Mann mit einem Krückstock eingestochen, am linken Schenkel ein Stern, eine Frau mit einem Kleinkind sowie die typischen Ranken.
So trat sie bei Zirkusvorstellungen, Sideshows und in Schulz’ Varieté-Vorstellungen auf, der sie perfekt zu inszenieren und vermarkten verstand. Unter dem Namen Maud Arizona war sie um 1920 eine Berühmtheit. 1922 sind Auftritte von ihr im Nouveau Cirque de Paris in der Rue Saint-Honoré belegt. Mit dem Zirkus Sarrasani bereiste sie um 1924, ohne Schulz, auch Argentinien. Der Beiname „Suleika, das tätowierte Wunder“ sollte ihre Reize zusätzlich betonen. Von ihr wurden auch werbende Postkarten, sogenannte Andenkenkarten, gedruckt. Mehrere Aufnahmen von ihr befinden sich in der „Heidelberger Sammlung“ des Dermatologen Walther Schönfeld, einer der bedeutendsten zum Thema Tätowierung im deutschsprachigen Raum. Mit ihm waren Genovefa Weisser und Schulz auch persönlich bekannt. Aus Schönfelds schriftlichen Anmerkungen geht hervor, dass Genovefa Weisser auch mit einem tätowierten Schausteller namens Rustahn oder Rouston (Raimund Rolof oder Rolof-Ofawa) reiste und mit ihm als angebliches Geschwisterpaar auftrat.

## Spätere Rezeption
Der Dokumentarfilm Zum ewigen Andenken über das Leben von Genovefa Forst, geb. Weisser, wurde am 9. November 2013 mit anschließender Podiumsdiskussion im Rahmen der 37. Duisburger Filmwoche aufgeführt. Anhand von Familienfotos und Archivmaterial, wie Gestapo-Vernehmungsprotokollen, dokumentierte der Künstler Christian Dünow das Leben seiner Urgroßmutter. Der Film war zugleich seine Abschlussarbeit zum Diplom-Kommunikationsdesigner an der Universität Wuppertal. Die Journalistin, Redakteurin und Kuratorin Cristina Nord befand, der Film erzähle als Zeitdokument „nicht nur vom (Über)Leben im Nationalsozialismus, sondern auch über ausgestorbene Unterhaltungsformen, von Freakshows und Flohzirkussen“.
Mehrere Fotografien von Maud Arizona in einem Fotoalbum der Sammlung Kohrs waren Teil der Ausstellung Tattoo-Legenden. Christian Warlich auf St. Pauli im Museum für Hamburgische Geschichte (MHG) 2019/2020, die von Ole Wittmann kuratiert wurde. Ein Jahr nach Eröffnung der analogen Ausstellung im MHG folgte ab November 2020 die Fortsetzung der digitalen Variante: in der Schau Christian Warlich. Digital Exhibit Pt II stehen einzelne Objekte im Fokus.
Das Tattoo Kulture Magazine widmete im Juli 2021 dem Thema Die tätowierten Damen der Belle Époque eine Titelstory und berichtete u. a. ausführlich zu Maud Arizona.

## Darstellung in der Kunst
Der deutsche Expressionist Otto Dix lernte sie unter ihrem Künstlernamen Maud Arizona kennen. Ob er sie gemeinsam mit Otto Griebel beim Besuch eines Bierlokals in Düsseldorf, im Zirkus Busch in Hamburg oder im Zirkus Sarrasani in Dresden traf, ist ungeklärt.
Martha Dix schreibt in einem Brief vom 31. März 1981, dass sich ihr Mann „für Tätowierungen sehr interessiert hat; er kaufte von solch einem Meister seines Fachs ein Modellbuch mit seinen primitiven Vorlagen ab.“ Der Schausteller, Zirkusringer und Tätowierer Karl Finke fertigte sein Buch No. 9 gegen Ende des Ersten Weltkriegs an. Laut der Kunsthistorikerin Eva Karcher „handelt es sich bei Suleika um die tätowierte Dame Maud Arizona“. Die Kunsthistorikerin Cecilia De Laurentiis führt aus, der Einfluss Karl Finkes auf das Werk von Otto Dix sei auch im Gemälde Der Fleischerladen erkennbar. Auf dem Arm eines der dargestellten Metzger ist ein Rinderkopf mit zwei überkreuzten Hackbeilen tätowiert. Dieses Motiv lässt sich eindeutig auf eine Zeichnung Finkes zurückführen, die sich sowohl in Buch No. 9 als auch in Buch No. 3 findet.

Sektion „Tätowierte Damen“ im MHG, 2020

Dix verewigte Maud Arizona 1920 auf einem Ölgemälde in der Pose der antiken Venus. Er bediente sich auch bei diesem Bild der ihm eigenen Mittel der Satire, Groteske und Verfremdung. Maud Arizona wird auf einem Podest auf einer Bretterbühne stehend dargestellt. Bis auf weiße Lackschuhe mit Absatz und einen roten Slip ist sie unbekleidet, ihre in gezierter Pose zum Kopf erhobene rechte Hand berührt die sorgsam gelegte Wasserwellenfrisur. Detailverliebt sind ihre über Beine, den gesamten Torso und Arme verteilten Tattoos mit Motiven aus der Welt der Matrosen und des Zirkus ausgeführt, die allerdings nicht mit denen der realen Maud Arizona übereinstimmen. Ebenfalls abweichend sind auf dem Gemälde die Handoberflächen und der gesamte Hals mit Tätowierungen bedeckt. 1921 stellte Dix das Gemälde in der Abteilung der Novembergruppe bei der Großen Berliner Kunstausstellung aus. Heute befindet sich das Bild vermutlich in einer italienischen Privatsammlung, ist aber als Plakat im Museum für Hamburgische Geschichte im virtuellen Rundgang in der Ausstellung Christian Warlich. Digital Exhibit Pt II zu sehen.
Dix stellte sie auch in zwei verschiedenen Fassungen in einer Kaltnadelradierung als Maud Arizona; Suleika, das tätowierte Wunder in seiner „Zirkus“-Mappe mit Artisten-Darstellungen von 1922 dar, die mit einer Auflage von 50 Exemplaren im Eigenverlag erschien. Die Komposition ist der des Gemäldes ähnlich, allerdings fehlt das Podest, und die Frauengestalt fixiert scheinbar den Betrachter. Die Radierungen sind in einigen wichtigen öffentlichen Sammlungen vertreten, wie dem Museum of Modern Art in Manhattan, dem Los Angeles County Museum of Art, dem Virginia Museum of Fine Arts, dem Museo Nacional de Bellas Artes in Chile, dem Museum Kunstpalast in Düsseldorf, der Städtischen Galerie Dresden oder dem Museum Gunzenhauser der Kunstsammlungen Chemnitz. 1966/1967 wurde anlässlich der Ausstellung im Albertinum zu Dix 75. Geburtstag eine Grafik im Kupferstich-Kabinett der Staatlichen Kunstsammlungen Dresden ausgestellt. 2018/2019 war eine Radierung in der Berlinischen Galerie zu sehen.